# Episodi di Lucy ed io (seconda stagione)
La seconda stagione della serie televisiva Lucy ed io, composta da 31 episodi, è stata trasmessa negli Stati Uniti, da CBS, dal 15 settembre 1952 al 29 giugno 1953.
In Italia la stagione è stata trasmessa dal 6 febbraio 1960 su Rai 1.
| nº | Titolo originale                 | Titolo italiano      | Prima TV USA      | Prima TV Italia  |
| -- | -------------------------------- | -------------------- | ----------------- | ---------------- |
| 1  | Job Switching                    | Il lavoro dell'altro | 15 settembre 1952 | 20 febbraio 1960 |
| 2  | The Saxophone                    |                      | 22 settembre 1952 |                  |
| 3  | The Anniversary Present          |                      | 29 settembre 1952 |                  |
| 4  | The Handcuffs                    | Le manette           | 6 ottobre 1952    | 6 febbraio 1960  |
| 5  | The Operetta                     |                      | 13 ottobre 1952   |                  |
| 6  | Vacation from Marriage           |                      | 27 ottobre 1952   |                  |
| 7  | The Courtroom                    |                      | 10 novembre 1952  |                  |
| 8  | Redecorating                     |                      | 24 novembre 1952  |                  |
| 9  | Ricky Loses His Voice            |                      | 1º dicembre 1952  |                  |
| 10 | Lucy Is Enceinte                 |                      | 8 dicembre 1952   |                  |
| 11 | Pregnant Women Are Unpredictable |                      | 15 dicembre 1952  |                  |
| 12 | Lucy's Show-Biz Swan Song        |                      | 22 dicembre 1952  |                  |
| 13 | Lucy Hires an English Tutor      |                      | 29 dicembre 1952  |                  |
| 14 | Ricky has Labor Pains            |                      | 5 gennaio 1953    |                  |
| 15 | Lucy Becomes a Sculptress        |                      | 12 gennaio 1953   |                  |
| 16 | Lucy Goes to the Hospital        |                      | 19 gennaio 1953   |                  |
| 17 | Sales Resistance                 |                      | 26 gennaio 1953   |                  |
| 18 | The Inferiority Complex          |                      | 2 febbraio 1953   |                  |
| 19 | The Club Election                |                      | 16 febbraio 1953  |                  |
| 20 | The Black Eye                    |                      | 9 marzo 1953      |                  |
| 21 | Lucy Changes Her Mind            |                      | 30 marzo 1953     |                  |
| 22 | No Children Allowed              |                      | 20 aprile 1953    |                  |
| 23 | Lucy Hires a Maid                |                      | 27 aprile 1953    |                  |
| 24 | The Indian Show                  |                      | 4 maggio 1953     |                  |
| 25 | Lucy's Last Birthday             |                      | 11 maggio 1953    |                  |
| 26 | The Ricardos Change Apartments   |                      | 18 maggio 1953    |                  |
| 27 | Lucy Is a Matchmaker             | Un marito per Sylvia | 25 maggio 1953    | 27 febbraio 1960 |
| 28 | Lucy Wants New Furniture         |                      | 1º giugno 1953    |                  |
| 29 | The Camping Trip                 |                      | 8 giugno 1953     |                  |
| 30 | Ricky and Fred Are TV Fans       |                      | 22 giugno 1953    |                  |
| 31 | Never Do Business with Friends   |                      | 29 giugno 1953    |                  |